# La Chapelle (Ardenas)
La Chapelle é uma comuna francesa na região administrativa de Grande Leste, no departamento das Ardenas. Estende-se por uma área de 7,52 km². Em 2010 a comuna tinha 178 habitantes (densidade: 23,7 hab./km²).